# Goodrich (Texas)
Goodrich è una città degli Stati Uniti d'America, situata nello Stato del Texas, nella Contea di Polk.